# یاردلی اسمیت
یاردلی اسمیت (به انگلیسی: Yeardley Smith) (زاده ۳ ژوئیه ۱۹۶۴) بازیگر آمریکایی-فرانسوی است.
از فیلم‌های معروف او می‌توان به فیلم اسباب بازی‌ها اشاره کرد.